# Râul Valea Blaznei
Râul Valea Blaznei este un curs de apă, afluent al râului Someșul Mare. 

## Hărți
- Harta Munții Rodnei  Arhivat în 22 iulie 2020, la Wayback Machine.
- Harta Munții Rodnei
- Harta Munții Suhard  Arhivat în 16 decembrie 2009, la Wayback Machine.
- Harta județului Bistrița-Năsăud